# Nie zu spät

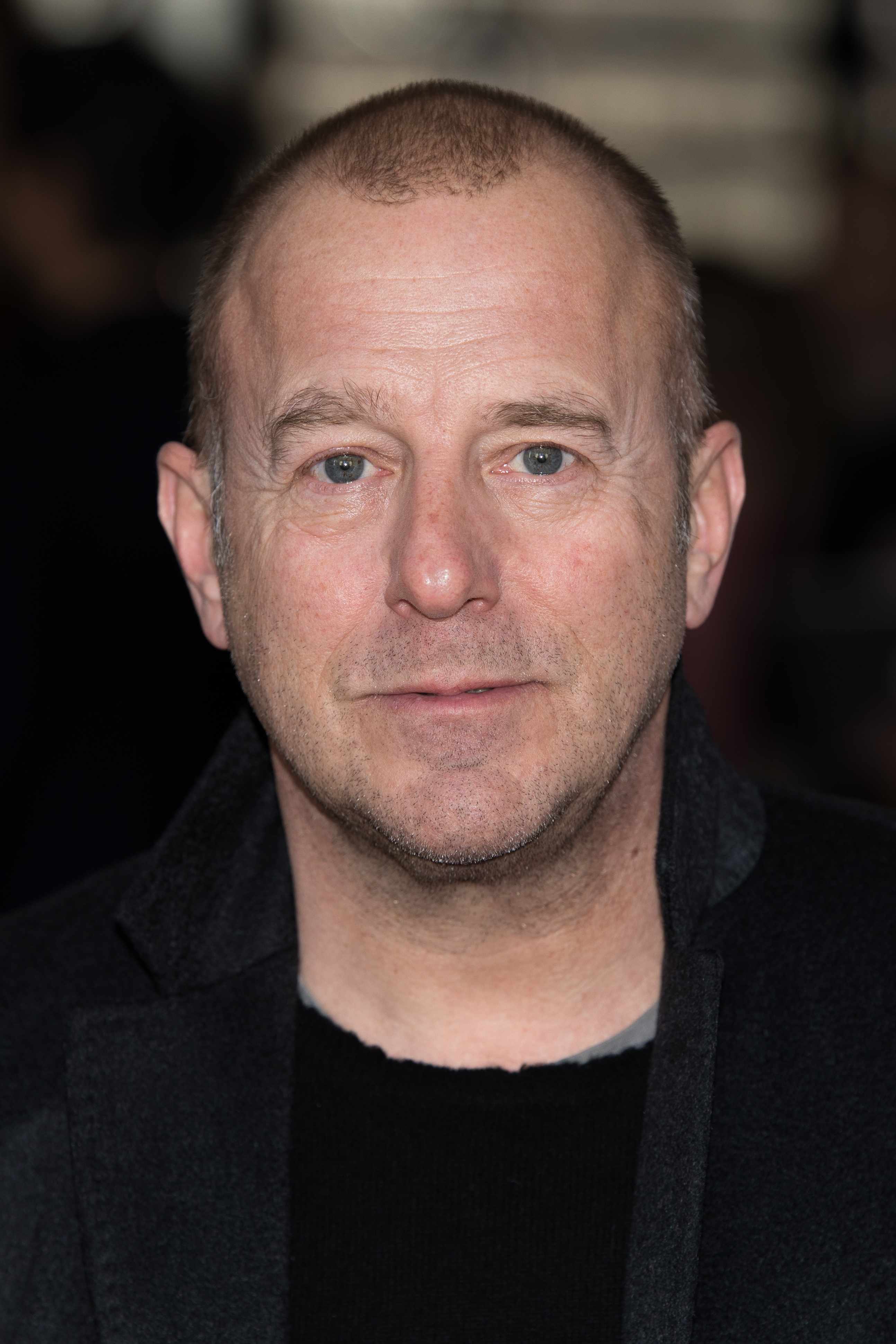
Heino Ferch spielt Paul (Foto von 2018)

Nie zu spät ist ein deutscher Fernsehfilm aus dem Jahr 2021. In der Hauptrolle spielt Heino Ferch einen Flugkapitän, der von seiner Frau vor vollendete Tatsachen gestellt wird, um sein tradiertes Rollenverständnis zu überdenken. Der Film wurde im September 2021 auf dem Festival des deutschen Films uraufgeführt. Im Fernsehen wurde der Film am 26. Februar 2022 erstmals im Samstagabendprogramm des Ersten ausgestrahlt.

## Handlung
Paul Langner ist erfolgreicher Flugkapitän. Er ist zum dritten Mal verheiratet und hat aus den früheren Ehen mit Karin und Martina jeweils ein Kind. Vor fünf Jahren hat Paul seiner damals schwangeren Frau Susanne versprochen, dass er sich mit 59 Jahren in den Vorruhestand begeben wird, damit sie wieder ihrem Beruf nachgehen und er sich um den gemeinsamen Sprössling Franz kümmern kann. Doch als sich jetzt beruflich noch einmal neue Möglichkeiten auftun und er zum Kapitän des Jumbojets aufsteigen kann, möchte er sich an die Absprache nicht mehr erinnern. Am nächsten Morgen ist die gekränkte Susanne weg, er findet nur einen Brief. Sie gibt Paul noch eine letzte Chance, so habe er eine Woche Zeit, sich als guter Vater von Franz zu beweisen.
Zu seiner Überraschung stehen plötzlich auch noch seine beiden anderen Kinder Jonas und Tabea vor der Tür, sodass er sich jetzt um alle drei kümmern muss. Leichter gesagt als getan. Paul, der keinen Führerschein hat, ließ sich bislang immer von Susanne chauffieren. Und auch die Erziehung der Kinder hat er bislang immer seinen Frauen überlassen, sodass er kaum etwas über die beiden weiß. Jonas ist ein labiler Student, schüchtern und flugängstlich, der wegen eines Nervenzusammenbruchs gerade in einer Klinik war. Tabea steht kurz vor dem Abitur, möchte aber lieber eine Ausbildung zur Mechanikerin machen. Bei emotionaler Überlastung ritzt sie sich. Die Videokonferenzen mit seinen Exfrauen sind eher vorwurfsvoll als hilfreich, Paul muss sich all diesen neuen Sachen also selbst stellen. So erfährt er vom Liebeskummer seines Sohnes und dem unorthodoxen Berufswunsch seiner Tochter und den Vorlieben seiner Kinder.
Als Paul dafür sorgen soll, dass Tabea wohlbehalten zu ihrer Mutter Martina zurückkehrt, geht er mit seinen drei Kindern auf einen winterlichen Roadtrip mit dem alten Wohnmobil. Die Reise hat zunächst ihre Spannungen, gewinnt aber auch an heiteren Momenten. Paul gelangt durch die gemeinsam verbrachte Zeit auch zu neuen Einsichten, spricht Sachen an und hört seinen Kindern endlich mal zu. Auch lernt er von ihnen, das Wohnmobil zu fahren. Als sie schließlich bei Martina ankommen, gelingt es ihm endlich, seinen Kindern zu sagen, dass er sie liebe. Am Zielort wartet auch Susanne schon auf ihn. Sie umarmen sich.

## Produktion
Der Film wurde vom 12. Januar 2021 bis zum 12. Februar 2021 in München und Umgebung gedreht.
Da die Dreharbeiten während der COVID-19-Pandemie unter strengen Auflagen erfolgten, wurde die Anzahl der Drehorte und die Nähe zueinander möglichst reduziert. So spielen die Hälfte der Szenen im Haus. Zusätzlich drehte man am Kiosk am Weßlinger Sees. Als Familienhaus für den Film wurde das Haus von Regisseur Tomy Wigand in Weßling genutzt, sodass er mit Frau und Kindern für die Zeit der Dreharbeiten zur Oma im gleichen Ort ziehen musste.

## Soundtrack
Für den Soundtrack wurden unter anderem folgende Songs verwendet, die alle einen Bezug zum Fliegen haben:
- R. Kelly (I Believe I Can Fly)
- Reinhard Mey (Über den Wolken)
- Frank Sinatra (Come Fly with Me)
- John Denver (Leaving on a Jet Plane)
- Herbert Grönemeyer (Flugzeuge im Bauch)
- Lenny Kravitz (Fly Away)

## Rezeption

### Kritiken
Das Lexikon des internationalen Films gibt dem Film insgesamt 2 von 5 Sternen. Zusammenfassend schreibt die Redaktion, der Film sei eine „Komödie um einen Mann, der in einem altbackenen Rollenverständnis der Geschlechter gefangen ist und zur Revision seiner Ansichten gedrängt wird. Die Intentionen des Films wirken zwar etwas aufdringlich hervorgekehrt, durch überzeugende Kameraarbeit und darstellerische Impulse aber immerhin nicht simpel und moralinsauer.“
Rainer Tittelbach gibt dem Film in seiner Besprechung bei tittelbach.tv insgesamt 4,5 von 6 möglichen Sternen. Der Film spiegele etwas vom aktuellen Beziehungszeitgeist wider, der bei der Hauptfigur (einem „sympathischen, aber prähistorischen Macho“) aber noch nicht angekommen sei. Dem Kritiker gefalle die kluge Dramaturgie, so würden Backstory und Charakter der Hauptfigur clever verdichtet in die Handlung hineingeholt. Der Film wandele sich von einer scheinbar vordergründigen Ehekomödie in eine Familiendramödie und entwickele sich dann zu einem „launigen“ Road-Movie. Neben der Dramaturgie liege Nie zu spät auch filmästhetisch weit über Fernsehfilm-Durchschnitt. Auch wenn Gefühle eingebracht würden, werde es nie kitschig. Nach Tittelbach beweise Regisseur Tomy Wigand „einmal mehr sein großes Talent, das Schwere im Leichten, das Tragische im Komischen filmisch reizvoll schweben zu lassen.“
Oliver Armknecht sieht den Film in seiner Kritik auf film-rezensionen.de deutlich kritischer. Der Film scheitere an der Darstellung der Entwicklung, so sei es insgesamt nicht glaubwürdig, dass sich ein Mann Ende 50 so ohne weiteres grundlegend ändere, so sei der Film „ein bisschen versöhnlich-inspirierende Unterhaltung für den Samstagabend“. Insgesamt habe man bei der Gestaltung einer möglichst diversen Patchwork-Familie die Arbeit in eine grundlegende Figurenzeichnung vergessen – wobei bei Jonas zumindest gute Ansätze erkennbar seien. Es würde dem Zuschauer keine Antwort auf die Frage geliefert, was genau die drei Frauen in Paul sehen, der mit einfachen Aufgaben schon ziemlich überfordert sei. So verstünde man bis zum Schluss nicht, „weshalb man sich für einen Mann interessieren sollte, der einen abwechselnd langweilt und nervt.“ Neben der Entwicklung und Figurenzeichnung scheitere Nie zu spät aber auch am Humor. Der Film sei offiziell eine Komödie, „tatsächlich komisch ist hier aber nichts.“ Der Film erhält 3 von 10 Punkten.

### Einschaltquote
Die Erstausstrahlung von Nie zu spät am 22. Februar 2022 im Ersten sahen insgesamt 3,13 Millionen Zuschauer, was einem Marktanteil von 11,1 % entspricht.